# 沃尔夫-海因里希·冯·赫尔多夫
沃尔夫-海因里希·冯·赫尔多夫（德語：Wolf-Heinrich von Helldorff；1896年10月14日—1944年8月15日），全称赫尔多夫伯爵沃尔夫-海因里希·尤利乌斯·奥托·伯恩哈德·弗里茨·赫尔曼·费迪南德·（Wolf-Heinrich Julius Otto Bernhard Fritz Hermann Ferdinand Graf von Helldorff），是親衛隊上級集團領袖、德國執法機構官员、政客。他曾在魏瑪共和國时期在普鲁士议会担任议员，自1933年起在帝國議會担任议员，还曾在波茨坦和柏林担任过秩序警察負責人。他从1938年开始参与反纳粹德国抵抗运动，最终在1944年因参与7月20日密谋案而被处决。